# کاتالیز ناهمگن

هیدروژنه کردن اتن روی سطح جامد کاتالیزوری (۱) جذب سطحی (۲) واکنش (۳) دفع

در شیمی، کاتالیز ناهمگن(به انگلیسی: Heterogeneous catalysis) گونه ای از کاتالیز است که در آن فاز کاتالیزور متفاوت از فاز واکنش‌گر یا فرآورده‌ها است. این فرایند با کاتالیز همگن که در آن واکنش‌گرها، محصولات و کاتالیزورها در یک فاز وجود دارند، در تضاد است. فازها از حالت‌های فیزیکی جامد، مایع و گاز قابل تمایزند. همچنین در مخلوط‌های غیرقابل امتزاج (به عنوان مثال روغن و آب) یا هرجایی که به وسیله فصل مشترک تمایز ایجاد می‌شود، وجود دارند. کاتالیزورها ترکیبات مفیدی هستند زیرا سرعت واکنش را افزایش می‌دهند بدون اینکه خودشان مصرف شوند و بنابراین قابل استفاده مجدد نیز هستند.
کاتالیز ناهمگن معمولاً شامل کاتالیزورهای فاز جامد و واکنشگرهای فاز گاز است. در این حالت، یک چرخه جذب، واکنش و دفع مولکولی در سطح کاتالیزور وجود دارد. ترمودینامیک، انتقال جرم و انتقال گرما بر سرعت (سینتیک) واکنش تأثیر دارند.
کاتالیز ناهمگن از اهمیت بالایی برخوردار است زیرا تولید سریع‌تر، در مقیاس بزرگ و تشکیل محصول انتخابی را امکان‌پذیر می‌کند.  تقریباً ۳۵٪ از تولید ناخالص داخلی(GDP) جهان تحت تأثیر کاتالیز ناهمگن است. تولید ۹۰٪ مواد شیمیایی (از نظر حجم) به کمک کاتالیزورهای جامد صورت می‌گیرد. صنایع شیمیایی و انرژی به شدت به کاتالیز ناهمگن متکی هستند. به عنوان مثال، در فرایند هابر-بوش از کاتالیزورهای مبتنی بر فلز برای سنتز آمونیاک، که یک جز مهم در تولید کودهای شیمیایی است، استفاده می‌شود. در سال ۲۰۱۶، ۱۴۴ میلیون تن آمونیاک تولید شده‌است.

## نمونه‌های صنعتی
در صنعت، بسیاری از متغیرهای طراحی باید در نظر گرفته شوند از جمله راکتور و طراحی کاتالیزور در مقیاس‌های مختلف از کمتر از نانو تا ده‌ها متر. رآکتورهای کاتالیز ناهمگن متعارف شامل رآکتورهای ناپیوسته(بچ)، پیوسته و بستر سیال هستند، در حالی که گونه‌های جدیدتر شامل رآکتورهای بستر ثابت، میکروکانال و رآکتورهای چند منظوره است. متغیرهای دیگری که باید در نظر گرفته شود ابعاد رآکتور، سطح، نوع کاتالیزور، پشتیبانی کاتالیزور و همچنین شرایط عملکرد رآکتور مانند دما، فشار و غلظت واکنش دهنده است.

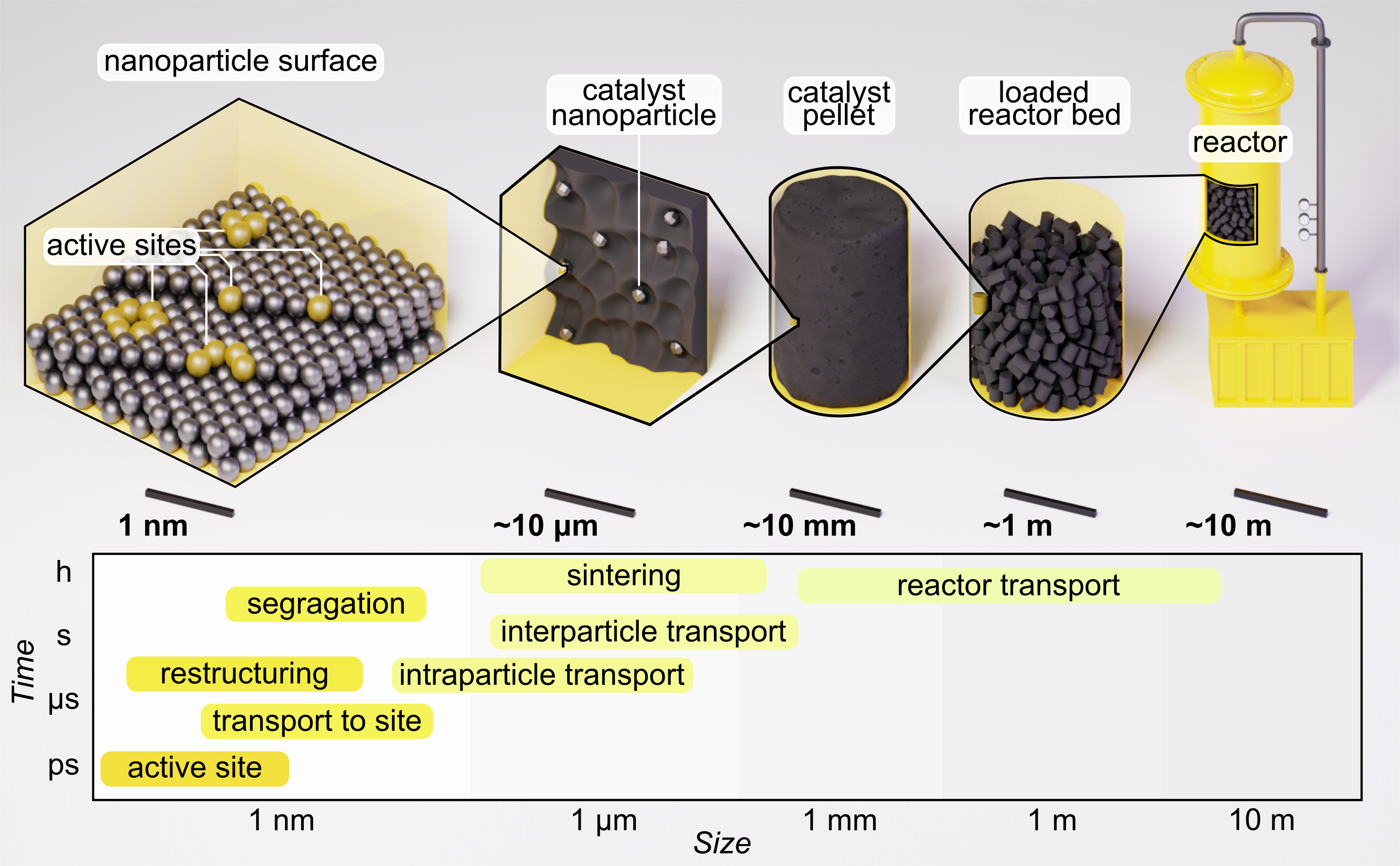
نمایش شماتیک یک سیستم کاتالیزوری ناهمگن از مقیاسنانو تا مقیاس صنعتی.

برخی از فرایندهای صنعتی در مقیاس بزرگ شامل کاتالیزورهای ناهمگن در جدول زیر ذکر شده‌است.

نمودار جریان فرایند که نشان دهنده استفاده از کاتالیز در سنتز آمونیاک (NH_{۳}) است.

| فرایند                                  | واکنش دهنده‌ها، محصولات (غیر تعادلی)            | کاتالیزور                                 | توضیحات                                                                      |
| --------------------------------------- | ---------------------------------------------- | ----------------------------------------- | ---------------------------------------------------------------------------- |
| سنتز سولفوریک اسید (فرایند تماس)        | SO۲ + O۲ ، SO۳                                 | اکسیدهای وانادیوم                         | هیدراته‌کردن SO۳ که باعث تولید H۲SO۴ می‌شود.                                   |
| سنتز آمونیاک (فرایند هابر-بوش)          | N۲ + H۲ ، NH۳                                  | اکسیدهای آهن بر روی آلومینا (Al۲O۳)       | ۱٪ از بودجه انرژی صنعتی جهان را مصرف می‌کند.                                  |
| سنتز نیتریک اسید (فرایند استوالد)       | NH۳ + O۲ ، HNO۳                                | گاز آغشته به Pt-Rh                        | مسیرهای مستقیم از N۲ اقتصادی نیستند.                                         |
| تولید هیدروژن توسط اصلاح بخار           | CH۴ + H۲O ، H۲ + CO۲                           | نیکل یا K۲O                               | مسیرهای سبزتر به H۲ با شکافت آب به‌طور فعال مورد بررسی است.                   |
| سنتز اتیلن اکساید                       | C۲H۴ + O۲ ، C۲H۴O                              | نقره روی آلومینا، با بسیاری از پیش‌برنده‌ها | برای سایر الکن‌ها ضعیف است.                                                   |
| سنتز هیدروژن سیانید(اکسایش آندروسوف)    | NH۳ + O۲ + CH۴ ، HCN                           | Pt-Rh                                     | فرایند مربوط به آموکسایش، هیدروکربن‌ها را به نیتریل تبدیل می‌کند.              |
| پلیمری‌کردن الفین زیگلر-ناتا             | پروپیلن ، پلی پروپیلن                          | TiCl۳ بر روی MgCl۲                        | گونه‌های بسیاری وجود دارد، از جمله برخی از نمونه‌های همگن                      |
| گوگردزدایی از نفت (هیدرودسولفوریزاسیون) | H۲ + R۲S (ناخالصی ایده‌آل آلی گوگرد) ، RH + H۲S | Mo-Co در آلومینا                          | هیدروکربن‌های کم گوگرد تولید می‌کند، گوگرد از طریق فرایند کلاوس بازیابی می‌شود. |

### مثال‌های دیگر
- کاهش نیتریل‌ها در سنتز فنتیل‌آمین با کاتالیزور نیکل رینی و هیدروژن در آمونیاک:[۹] هیدروژنه‌کردن نیتریل

هیدروژنه‌کردن نیتریل

- کراکینگ، ایزومری‌شدن و رفرماسیون هیدروکربن‌ها برای تشکیل مخلوط مناسب و مفید بنزین.
- در اتومبیل‌ها، مبدل‌های کاتالیزوری برای کاتالیز کردن سه واکنش اصلی زیر استفاده می‌شوند:
  - اکسایش کربن مونوکسید به کربن دی‌اکسید :
۲CO(g) + O۲(g) →   ۲CO۲(g)
  - کاهش نیتروژن مونوکسید به نیتروژن:
۲NO(g) + ۲CO(g) →  N۲(g) + ۲CO۲(g)
  - اکسایش هیدروکربن‌ها به آب و کربن دی‌اکسید:
۲C۶H۶  +  ۱۵O۲   →   ۱۲CO۲  +  ۶H۲O
- این فرایند می‌تواند با هریک از هیدروکربن‌ها اتفاق بیفتد، اما معمولاً با بنزین یا گازوئیل انجام می‌شود.
- کاتالیزِ ناهمگنِ نامتقارن، تولید ترکیبات آنانتیومر خالص را با استفاده از کاتالیزورهای ناهمگنِ کایرال تسهیل می‌کند.[۱۰]
- اکثریت قریب به اتفاق کاتالیزورهای ناهمگن بر پایه فلزات [۱۱] یا اکسیدهای فلزی هستند.[۱۲][۱۳] با این حال، برخی از واکنش‌های شیمیایی می‌توانند توسط موادِ بر پایه کربن، به عنوان مثال، هیدروژن‌زدایی[۱۴] یا اکسایش انتخابی، کاتالیز شوند.[۱۵]
  - Ethylbenzene + 1/2 O2 → Styrene + H2O
  - Acrolein + 1/2 O2 → Acrylic acid